# Tokyo International University

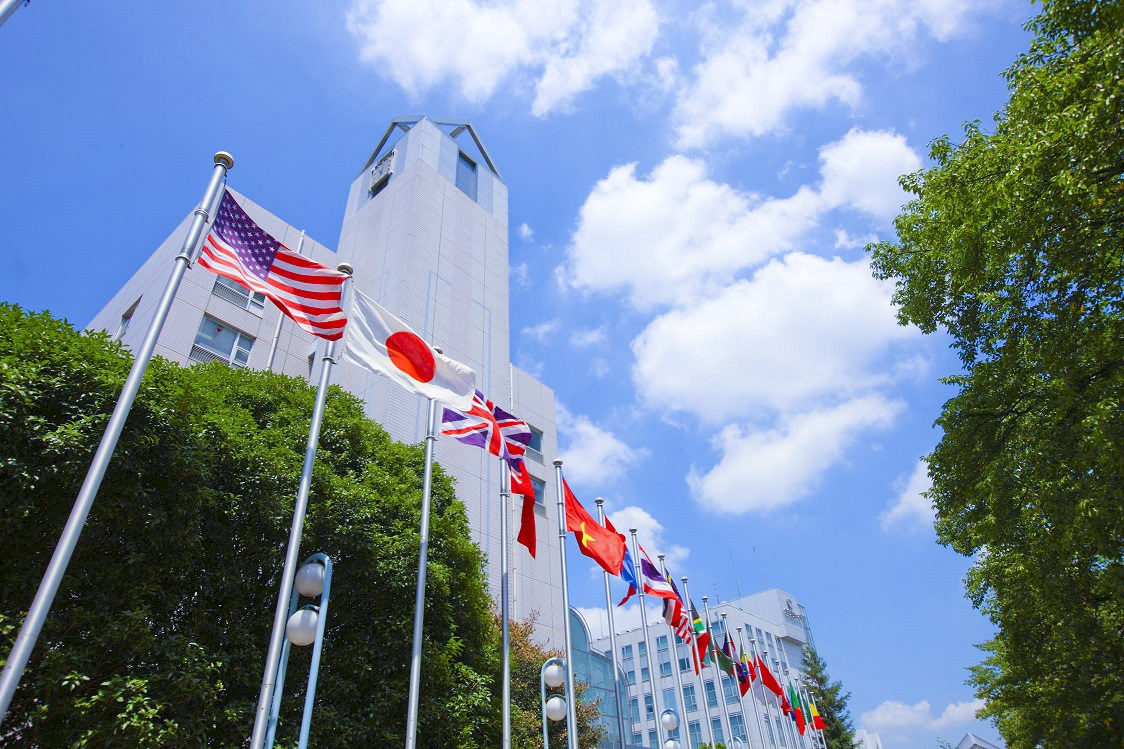
Universitetets huvud-campus finns vid Kawagoe i Saitama prefektur i Stortokyo.

Tokyo International University (東京国際大学; toukyou kokusai daigaku ) är ett privatuniversitet i Tokyo med ett campus i Kawagoe, Saitama och ett i Shinjuku. universitet grundades 1965 och har i dag drygt 6000 studenter (2013). Den har utbytesavtal med Växjö universitet , och anordnar även sommarkurser i japanska för studenter därifrån.

## Forskning
Forskningen vid universitetet spänner över områden som humaniora, samhällsvetenskap, naturvetenskap

## Fakulteter och institutioner
- Fakulteten för ekonomi
- Fakulteten för humaniora och samhällsvetenskap
- Fakulteten för hälsa, socialt arbete och beteendevetenskap
- Fakulteten för international

Inom dessa fakulteter finns följande institutioner
- Institutionen för datavetenskap
- Ekonomihögskolan
- nstitutionen för kulturvetenskaper
- Institutionen för språk och litteratur
- Institutionen för pedagogik, psykologi och idrottsvetenskap
- Institutionen för socialt arbete
- Institutionen för samhällsvetenskaper